# Sarraziet
Sarraziet (gaskonsko Sarrasiet) je naselje in občina v francoskem departmaju Landes regije Akvitanije. Naselje je leta 2009 imelo 207 prebivalcev.

## Geografija
Kraj leži v pokrajini Gaskonji ob reki Bas, 28 km južno od središča Mont-de-Marsana.

## Uprava
Občina Sarraziet skupaj s sosednjimi občinami Audignon, Aurice, Banos, Bas-Mauco, Cauna, Coudures, Dumes, Eyres-Moncube, Fargues, Montaut, Montgaillard, Montsoué in Saint-Sever sestavlja kanton Saint-Sever s sedežem v Saint-Severu. Kanton je sestavni del okrožja Mont-de-Marsan.

## Zanimivosti
- cerkev sv. Mihaela,
- ruševine nekdanjega srednjeveškega gradu.